# 2016年のNFLドラフト
2016年のNFLドラフトは81回目のNFLドラフト。2016年4月28日から4月30日までの3日間イリノイ州シカゴで開催された。NFL32チームから合計253名の選手が指名された。2015年のレギュラーシーズンの成績及びプレーオフの成績に基づき、完全ウェーバー制でロサンゼルス・ラムズが最初の指名権を得て、カリフォルニア大学のジャレッド・ゴフを全体1位で指名した。
この年のドラフト全体1位指名権はロサンゼルス・ラムズがトレードアップでテネシー・タイタンズから獲得した。ドラフト全体1位指名権がトレードされるのは2001年にアトランタ・ファルコンズがサンディエゴ・チャージャーズから指名権を獲得しマイケル・ヴィックを指名して以来のことであった。またフィラデルフィア・イーグルスが全体2位指名権をクリーブランド・ブラウンズから獲得してカーソン・ウェンツを指名した。ニューイングランド・ペイトリオッツはデフレートゲート事件を理由として1巡指名権を剥奪された。
オハイオ州立大学の選手が1巡で5人、全体10位までに3人指名された。
2016年1月18日までに96人の選手がアーリーエントリーを行った。

## 指名選手
指名された253人のポジションごとの人数は次のとおりである。
- 36 ラインバッカー
- 32 コーナーバック
- 31 ワイドレシーバー
- 22 ディフェンシブタックル
- 20 オフェンシブタックル
- 19 ランニングバック
- 19 セイフティ
- 18 ディフェンシブエンド
- 15 クォーターバック
- 13 オフェンシブガード
- 11 タイトエンド
- 8 センター
- 3 フルバック
- 3 パンター
- 1 ロングスナッパー
- 1 プレースキッカー

指名順位の数字の後の*は、FAで失った選手に対して自動的に計算し与えられる33の補償ドラフトを示す。

### 1巡指名選手
| 指名順位 | チーム                             | 選手名                               | ポジション                           | 出身大学                             |
| 1        | ロサンゼルス・ラムズ               | ジャレッド・ゴフ                     | QB                                   | カリフォルニア大学                   |
| 2        | フィラデルフィア・イーグルス       | カーソン・ウェンツ                   | QB                                   | ノースダコタ州立大学                 |
| 3        | サンディエゴ・チャージャーズ       | ジョーイ・ボーサ                     | DE                                   | オハイオ州立大学                     |
| 4        | ダラス・カウボーイズ               | エゼキエル・エリオット               | RB                                   | オハイオ州立大学                     |
| 5        | ジャクソンビル・ジャガーズ         | ジェイレン・ラムジー                 | CB                                   | フロリダ州立大学                     |
| 6        | ボルチモア・レイブンズ             | ロニー・スタンリー                   | OT                                   | ノートルダム大学                     |
| 7        | サンフランシスコ・49ers            | ディフォレスト・バックナー           | DE                                   | オレゴン大学                         |
| 8        | テネシー・タイタンズ               | ジャック・コンクリン                 | OT                                   | ミシガン州立大学                     |
| 9        | シカゴ・ベアーズ                   | レナード・フロイド                   | LB                                   | ジョージア大学                       |
| 10       | ニューヨーク・ジャイアンツ         | イーライ・アップル                   | CB                                   | オハイオ州立大学                     |
| 11       | タンパベイ・バッカニアーズ         | バーノン・ハーグリーブス             | CB                                   | フロリダ大学                         |
| 12       | ニューオーリンズ・セインツ         | シェルドン・ランキンズ               | DT                                   | ルイビル大学                         |
| 13       | マイアミ・ドルフィンズ             | レアミー・タンシル                   | OT                                   | ミシシッピ大学                       |
| 14       | オークランド・レイダース           | カール・ジョセフ                     | S                                    | ウェストバージニア大学               |
| 15       | クリーブランド・ブラウンズ         | コリー・コールマン                   | WR                                   | ベイラー大学                         |
| 16       | デトロイト・ライオンズ             | テイラー・デッカー                   | OT                                   | オハイオ州立大学                     |
| 17       | アトランタ・ファルコンズ           | キアヌ・ニール                       | S                                    | フロリダ大学                         |
| 18       | インディアナポリス・コルツ         | ライアン・ケリー                     | C                                    | アラバマ大学                         |
| 19       | バッファロー・ビルズ               | シャック・ローソン                   | DE                                   | クレムソン大学                       |
| 20       | ニューヨーク・ジェッツ             | ダロン・リー                         | LB                                   | オハイオ州立大学                     |
| 21       | ヒューストン・テキサンズ           | ウィル・フラー                       | WR                                   | ノートルダム大学                     |
| 22       | ワシントン・レッドスキンズ         | ジョシュ・ドクトソン                 | WR                                   | テキサスクリスチャン大学             |
| 23       | ミネソタ・バイキングス             | ラクオン・トレドウェル               | WR                                   | ミシシッピ大学                       |
| 24       | シンシナティ・ベンガルズ           | ウィリアム・ジャクソン               | CB                                   | ヒューストン大学                     |
| 25       | ピッツバーグ・スティーラーズ       | アーティ・バーンズ                   | CB                                   | マイアミ大学                         |
| 26       | デンバー・ブロンコス               | パクストン・リンチ                   | QB                                   | メンフィス大学                       |
| 27       | グリーンベイ・パッカーズ           | ケニー・クラーク                     | DT                                   | UCLA                                 |
| 28       | サンフランシスコ・49ers            | ジョシュア・ギャレット               | G                                    | スタンフォード大学                   |
|          | ニューイングランド・ペイトリオッツ | デフレートゲート事件により指名権剥奪 | デフレートゲート事件により指名権剥奪 | デフレートゲート事件により指名権剥奪 |
| 29       | アリゾナ・カージナルス             | ロバート・キムディーチ               | DT                                   | ミシシッピ大学                       |
| 30       | カロライナ・パンサーズ             | バーノン・バトラー                   | DT                                   | UCLA                                 |
| 31       | シアトル・シーホークス             | ジャーメイン・アイフェディ           | OT                                   | スタンフォード大学                   |

### 2巡指名選手
| 指名順位 | チーム                             | 選手名                       | ポジション | 出身大学               |
| 32       | クリーブランド・ブラウンズ         | エマニュエル・オグボー       | DE         | オクラホマ州立大学     |
| 33       | テネシー・タイタンズ               | ケビン・ドッド               | LB         | クレムソン大学         |
| 34       | ダラス・カウボーイズ               | ジェイロン・スミス           | LB         | ノートルダム大学       |
| 35       | サンディエゴ・チャージャーズ       | ハンター・ヘンリー           | TE         | アーカンソー大学       |
| 36       | ジャクソンビル・ジャガーズ         | マイルズ・ジャック           | LB         | UCLA                   |
| 37       | カンザスシティ・チーフス           | クリス・ジョーンズ           | DT         | ミシシッピ州立大学     |
| 38       | マイアミ・ドルフィンズ             | ゼイビエン・ハワード         | CB         | ベイラー大学           |
| 39       | タンパベイ・バッカニアーズ         | ノア・スペンス               | DE         | 東ケンタッキー大学     |
| 40       | ニューヨーク・ジャイアンツ         | スターリング・シェパード     | WR         | オクラホマ大学         |
| 41       | バッファロー・ビルズ               | レジー・ラグランド           | LB         | アラバマ大学           |
| 42       | ボルチモア・レイブンズ             | カマレイ・コレア             | LB         | ボイシ州立大学         |
| 43       | テネシー・タイタンズ               | オースティン・ジョンソン     | DT         | ペンシルベニア州立大学 |
| 44       | オークランド・レイダース           | ジーハード・ウォード         | DE         | イリノイ大学           |
| 45       | テネシー・タイタンズ               | デリック・ヘンリー           | RB         | アラバマ大学           |
| 46       | デトロイト・ライオンズ             | アショーン・ロビンソン       | DT         | アラバマ大学           |
| 47       | ニューオーリンズ・セインツ         | マイケル・トーマス           | WR         | オハイオ州立大学       |
| 48       | グリーンベイ・パッカーズ           | ジェイソン・スプリングス     | OT         | インディアナ大学       |
| 49       | シアトル・シーホークス             | ジャラン・リード             | DT         | アラバマ大学           |
| 50       | ヒューストン・テキサンズ           | ニック・マーティン           | C          | ノートルダム大学       |
| 51       | ニューヨーク・ジェッツ             | クリスチャン・ハッケンバーグ | QB         | ペンシルベニア州立大学 |
| 52       | アトランタ・ファルコンズ           | ディオン・ジョーンズ         | LB         | LSU                    |
| 53       | ワシントン・レッドスキンズ         | スア・クラベンス             | LB         | USC                    |
| 54       | ミネソタ・バイキングス             | マッケンジー・アレキサンダー | CB         | クレムソン大学         |
| 55       | シンシナティ・ベンガルズ           | タイラー・ボイド             | WR         | ピッツバーグ大学       |
| 56       | シカゴ・ベアーズ                   | コーディ・ホワイトヘア       | OG         | カンザス州立大学       |
| 57       | インディアナポリス・コルツ         | T・J・グリーン               | CB         | クレムソン大学         |
| 58       | ピッツバーグ・スティーラーズ       | ショーン・デービス           | S          | メリーランド大学       |
| 59       | タンパベイ・バッカニアーズ         | ロベルト・アグアヨ           | K          | フロリダ州立大学       |
| 60       | ニューイングランド・ペイトリオッツ | サイラス・ジョーンズ         | CB         | アラバマ大学           |
| 61       | ニューオーリンズ・セインツ         | ボン・ベル                   | S          | オハイオ州立大学       |
| 62       | カロライナ・パンサーズ             | ジェームズ・ブラッドベリー   | CB         | サムフォード大学       |
| 63       | デンバー・ブロンコス               | アダム・ゴツィス             | DT         | ジョージア大学         |

### 3巡指名選手
| 指名順位 | チーム                             | 選手名                                               | ポジション                                           | 出身大学                                             |
| 64       | テネシー・タイタンズ               | ケビン・バイアード                                   | S                                                    | ミドルテネシー州立大学                               |
| 65       | クリーブランド・ブラウンズ         | カール・ナシブ                                       | DE                                                   | ペンシルベニア州立大学                               |
| 66       | サンディエゴ・チャージャーズ       | マックス・ターク                                     | C                                                    | USC                                                  |
| 67       | ダラス・カウボーイズ               | マリーク・コリンズ                                   | DT                                                   | ネブラスカ大学                                       |
| 68       | サンフランシスコ・49ers            | ウィル・レドモンド                                   | CB                                                   | ミシシッピ州立大学                                   |
| 69       | ジャクソンビル・ジャガーズ         | ヤニーク・インガクウェイ                             | DE                                                   | メリーランド大学                                     |
| 70       | ボルチモア・レイブンズ             | ブロンソン・カウフシ                                 | DE                                                   | ブリガムヤング大学                                   |
| 71       | ニューヨーク・ジャイアンツ         | ダリアン・トンプソン                                 | S                                                    | ボイシ州立大学                                       |
| 72       | シカゴ・ベアーズ                   | ジョナサン・バラード                                 | DT                                                   | フロリダ大学                                         |
| 73       | マイアミ・ドルフィンズ             | ケニャン・ドレイク                                   | RB                                                   | アラバマ大学                                         |
| 74       | カンザスシティ・チーフス           | ケイバレー・ラッセル                                 | CB                                                   | ノートルダム大学                                     |
| 75       | オークランド・レイダース           | シリクー・カルホーン                                 | DE                                                   | ミシガン州立大学                                     |
| 76       | クリーブランド・ブラウンズ         | ション・コールマン                                   | OT                                                   | オーバーン大学                                       |
| 77       | カロライナ・パンサーズ             | ダリル・ワーリー                                     | CB                                                   | ウェストバージニア大学                               |
| 78       | ニューイングランド・ペイトリオッツ | ジョー・トゥーニー                                   | OG                                                   | ノースカロライナ州立大学                             |
| 79       | フィラデルフィア・イーグルス       | アイザック・セウマロ                                 | C                                                    | オレゴン州立大学                                     |
| 80       | バッファロー・ビルズ               | アドルファス・ワシントン                             | DT                                                   | オハイオ州立大学                                     |
| 81       | アトランタ・ファルコンズ           | オースティン・フーパー                               | TE                                                   | スタンフォード大学                                   |
| 82       | インディアナポリス・コルツ         | レラベン・クラーク                                   | OT                                                   | テキサス工科大学                                     |
| 83       | ニューヨーク・ジェッツ             | ジョーダン・ジェンキンス                             | LB                                                   | ジョージア大学                                       |
| 84       | ワシントン・レッドスキンズ         | ケンドール・フラー                                   | CB                                                   | バージニア工科大学                                   |
| 85       | ヒューストン・テキサンズ           | ブラクストン・ミラー                                 | WR                                                   | オハイオ州立大学                                     |
| 86       | マイアミ・ドルフィンズ             | レオンテ・カルー                                     | WR                                                   | ラトガース大学                                       |
| 87       | シンシナティ・ベンガルズ           | ニック・ビジル                                       | LB                                                   | ユタ州立大学                                         |
| 88       | グリーンベイ・パッカーズ           | カイラー・ファクレル                                 | LB                                                   | ユタ州立大学                                         |
| 89       | ピッツバーグ・スティーラーズ       | ジェイボン・ハーグレイブ                             | DT                                                   | サウスカロライナ州立大学                             |
| 90       | シアトル・シーホークス             | C・J・プロサイス                                     | RB                                                   | ノートルダム大学                                     |
|          | カンザスシティ・チーフス           | 2015年オフシーズンのタンパリング違反により指名権剥奪 | 2015年オフシーズンのタンパリング違反により指名権剥奪 | 2015年オフシーズンのタンパリング違反により指名権剥奪 |
| 91       | ニューイングランド・ペイトリオッツ | ジャコビー・ブリセット                               | QB                                                   | ノースカロライナ州立大学                             |
| 92       | アリゾナ・カージナルス             | ブランドン・ウィリアムズ                             | CB                                                   | テキサスA&M大学                                      |
| 93       | クリーブランド・ブラウンズ         | コーディ・ケスラー                                   | QB                                                   | USC                                                  |
| 94       | シアトル・シーホークス             | ニック・バネット                                     | TE                                                   | オハイオ州立大学                                     |
| 95*      | デトロイト・ライオンズ             | グレアム・グラスゴー                                 | C                                                    | ミシガン大学                                         |
| 96*      | ニューイングランド・ペイトリオッツ | ヴィンセント・バレンタイン                           | DT                                                   | ネブラスカ大学                                       |
| 97*      | シアトル・シーホークス             | リース・オディーアームボー                           | OT                                                   | ボイシ州立大学                                       |
| 98*      | デンバー・ブロンコス               | ジャスティン・シモンズ                               | S                                                    | ボストンカレッジ                                     |

### 4巡指名選手
| 指名順位 | チーム                             | 選手名                     | ポジション | 出身大学                       |
| 99       | クリーブランド・ブラウンズ         | ジョー・ショベルト         | LB         | ウィスコンシン大学             |
| 100      | オークランド・レイダース           | コナー・クック             | QB         | ミシガン州立大学               |
| 101      | ダラス・カウボーイズ               | チャールズ・タッパー       | DE         | オクラホマ大学                 |
| 102      | サンディエゴ・チャージャーズ       | ジョシュア・ペリー         | LB         | オハイオ州立大学               |
| 103      | ジャクソンビル・ジャガーズ         | シェルドン・デイ           | DT         | ノートルダム大学               |
| 104      | ボルチモア・レイブンズ             | タボン・ヤング             | CB         | テンプル大学                   |
| 105      | カンザスシティ・チーフス           | パーカー・エヒンガー       | OG         | シンシナティ大学               |
| 106      | カンザスシティ・チーフス           | エリック・マレー           | CB         | ミネソタ大学                   |
| 107      | ボルチモア・レイブンズ             | クリス・ムーア             | WR         | シンシナティ大学               |
| 108      | タンパベイ・バッカニアーズ         | ライアン・スミス           | CB         | ノースカロライナセントラル大学 |
| 109      | ニューヨーク・ジャイアンツ         | B・J・グッドソン           | LB         | クレムソン大学                 |
| 110      | ロサンゼルス・ラムズ               | タイラー・ヒグビー         | TE         | 西ケンタッキー大学             |
| 111      | デトロイト・ライオンズ             | マイズル・キルブルー       | S          | サザンユタ大学                 |
| 112      | ニューイングランド・ペイトリオッツ | マルコム・ミッチェル       | WR         | ジョージア大学                 |
| 113      | シカゴ・ベアーズ                   | ニック・クウィアトコスキー | LB         | ウェストバージニア大学         |
| 114      | クリーブランド・ブラウンズ         | リカルド・ルイス           | WR         | オーバーン大学                 |
| 115      | アトランタ・ファルコンズ           | ディボンドレ・キャンベル   | LB         | ミネソタ大学                   |
| 116      | インディアナポリス・コルツ         | ハッサン・リッジウェイ     | DT         | テキサス大学                   |
| 117      | ロサンゼルス・ラムズ               | ファロー・クーパー         | WR         | サウスカロライナ大学           |
| 118      | ニューヨーク・ジェッツ             | ジャストン・バリス         | CB         | ノースカロライナ州立大学       |
| 119      | ヒューストン・テキサンズ           | タイラー・アービン         | RB         | サンノゼ州立大学               |
| 120      | ニューオーリンズ・セインツ         | デビッド・オニェマタ       | DT         | マニトバ大学                   |
| 121      | ミネソタ・バイキングス             | ウィリー・ビーバーズ       | OG         | 西ミシガン大学                 |
| 122      | シンシナティ・ベンガルズ           | アンドリュー・ビリングス   | DT         | ベイラー大学                   |
| 123      | ピッツバーグ・スティーラーズ       | ジャラルド・ホーキンス     | OT         | LSU                            |
| 124      | シカゴ・ベアーズ                   | ディオン・ブッシュ         | S          | マイアミ大学                   |
| 125      | インディアナポリス・コルツ         | アントニオ・モリゾン       | LB         | フロリダ大学                   |
| 126      | カンザスシティ・チーフス           | デマーカス・ロビンソン     | WR         | フロリダ大学                   |
| 127      | シカゴ・ベアーズ                   | ディオンドレ・ホール       | S          | 北アイオワ大学                 |
| 128      | アリゾナ・カージナルス             | エバン・ボーフム           | C          | ミズーリ大学                   |
| 129      | クリーブランド・ブラウンズ         | デリック・キンドレッド     | S          | テキサスクリスチャン大学       |
| 130      | ボルチモア・レイブンズ             | アレックス・ルイス         | OT         | ネブラスカ大学                 |
| 131*     | グリーンベイ・パッカーズ           | ブレイク・マルチネス       | LB         | スタンフォード大学             |
| 132*     | ボルチモア・レイブンズ             | ウィリー・ヘンリー         | DT         | ミシガン大学                   |
| 133*     | サンフランシスコ・49ers            | ラシャード・ロビンソン     | CB         | LSU                            |
| 134*     | ボルチモア・レイブンズ             | ケネス・ディクソン         | RB         | ルイジアナ工科大学             |
| 135*     | ダラス・カウボーイズ               | ダック・プレスコット       | QB         | ミシシッピ州立大学             |
| 136*     | デンバー・ブロンコス               | デボンタ・ブッカー         | RB         | ユタ大学                       |
| 137*     | グリーンベイ・パッカーズ           | ディーン・ロウリー         | DE         | ノースウェスタン大学           |
| 138*     | クリーブランド・ブラウンズ         | セス・デバルベ             | TE         | プリンストン大学               |
| 139*     | バッファロー・ビルズ               | カーデイル・ジョーンズ     | QB         | オハイオ州立大学               |

### 5巡指名選手
| 指名順位 | チーム                       | 選手名                                                         | ポジション                                                     | 出身大学                                                       |
| 140      | テネシー・タイタンズ         | タジェー・シャープ                                             | WR                                                             | マサチューセッツ大学                                           |
| 141      | カロライナ・パンサーズ       | ザック・サンチェス                                             | CB                                                             | オクラホマ大学                                                 |
| 142      | サンフランシスコ・49ers      | ロナルド・ブレア                                               | DE                                                             | アパラチアン州立大学                                           |
| 143      | オークランド・レイダース     | ディアンドワ・ワシントン                                       | RB                                                             | テキサス工科大学                                               |
| 144      | デンバー・ブロンコス         | コナー・マクガバーン                                           | OG                                                             | ミズーリ大学                                                   |
| 145      | サンフランシスコ・49ers      | ジョン・テウス                                                 | OT                                                             | ジョージア大学                                                 |
| 146      | ボルチモア・レイブンズ       | マット・ジュードン                                             | DE                                                             | グランドバレー州立大学                                         |
| 147      | シアトル・シーホークス       | クイントン・ジェファーソン                                     | DT                                                             | メリーランド大学                                               |
| 148      | タンパベイ・バッカニアーズ   | ケイレブ・ベネノック                                           | OT                                                             | UCLA                                                           |
| 149      | ニューヨーク・ジャイアンツ   | ポール・パーキンス                                             | RB                                                             | UCLA                                                           |
| 150      | シカゴ・ベアーズ             | ジョーダン・ハワード                                           | RB                                                             | インディアナ大学                                               |
| 151      | デトロイト・ライオンズ       | ジョー・ドール                                                 | OG                                                             | ワシントン州立大学                                             |
| 152      | ワシントン・レッドスキンズ   | マット・イオアニディス                                         | DT                                                             | テンプル大学                                                   |
| 153      | フィラデルフィア・イーグルス | ウェンデル・スモールウッド                                     | RB                                                             | ウェストバージニア大学                                         |
| 154      | クリーブランド・ブラウンズ   | ジェイダン・ペイトン                                           | WR                                                             | UCLA                                                           |
|          | ロサンゼルス・ラムズ         | 前年の追加ドラフト5巡で指名権を行使したため指名権を失った      | 前年の追加ドラフト5巡で指名権を行使したため指名権を失った      | 前年の追加ドラフト5巡で指名権を行使したため指名権を失った      |
| 155      | インディアナポリス・コルツ   | ジョー・ハーグ                                                 | OT                                                             | ノースダコタ州立大学                                           |
| 156      | バッファロー・ビルズ         | ジョナサン・ウィリアムズ                                       | RB                                                             | アーカンソー大学                                               |
|          | アトランタ・ファルコンズ     | ジョージア・ドームのクラウドノイズに対する罰則により指名権剥奪 | ジョージア・ドームのクラウドノイズに対する罰則により指名権剥奪 | ジョージア・ドームのクラウドノイズに対する罰則により指名権剥奪 |
| 157      | テネシー・タイタンズ         | ルショーン・シムズ                                             | CB                                                             | サザンユタ大学                                                 |
| 158      | ニューヨーク・ジェッツ       | ブランドン・シェル                                             | OT                                                             | サウスカロライナ大学                                           |
| 159      | ヒューストン・テキサンズ     | K・J・ディロン                                                 | S                                                              | ウェストバージニア大学                                         |
| 160      | ミネソタ・バイキングス       | ケントレル・ブラザース                                         | LB                                                             | ミズーリ大学                                                   |
| 161      | シンシナティ・ベンガルズ     | クリスチャン・ウェスターマン                                   | OG                                                             | アリゾナ州立大学                                               |
| 162      | カンザスシティ・チーフス     | ケビン・ホーガン                                               | QB                                                             | スタンフォード大学                                             |
| 163      | グリーンベイ・パッカーズ     | トレバー・デービス                                             | WR                                                             | カリフォルニア大学                                             |
| 164      | フィラデルフィア・イーグルス | ハラポーリバティ・バイタイ                                     | OT                                                             | テキサスクリスチャン大学                                       |
| 165      | カンザスシティ・チーフス     | タイリーク・ヒル                                               | WR                                                             | 西アラバマ大学                                                 |
| 166      | ヒューストン・テキサンズ     | D・J・リーダー                                                 | DT                                                             | クレムソン大学                                                 |
| 167      | アリゾナ・カージナルス       | マーカイ・クリスチャン                                         | S                                                              | ミッドウェスタン州立大学                                       |
| 168      | クリーブランド・ブラウンズ   | スペンサー・ドランゴ                                           | OT                                                             | ベイラー大学                                                   |
| 169      | デトロイト・ライオンズ       | アントウィオン・ウィリアムス                                   | LB                                                             | ジョージアサザン大学                                           |
| 170*     | アリゾナ・カージナルス       | コール・トナー                                                 | OT                                                             | ハーバード大学                                                 |
| 171*     | シアトル・シーホークス       | アレックス・コリンズ                                           | RB                                                             | アーカンソー大学                                               |
| 172*     | クリーブランド・ブラウンズ   | ラシャード・ヒギンズ                                           | WR                                                             | コロラド州立大学                                               |
| 173*     | クリーブランド・ブラウンズ   | トレイ・コールドウェル                                         | CB                                                             | ルイジアナ大学モンロー校                                       |
| 174*     | サンフランシスコ・49ers      | ファーン・クーパー                                             | OT                                                             | ミシシッピ大学                                                 |
| 175*     | サンディエゴ・チャージャーズ | ジャタビス・ブラウン                                           | LB                                                             | アクロン大学                                                   |

### 6巡指名選手
| 指名順位 | チーム                             | 選手名                               | ポジション | 出身大学                               |
| 176      | デンバー・ブロンコス               | アンディ・ジャノビッチ               | FB         | ネブラスカ大学                         |
| 177      | ロサンゼルス・ラムズ               | テマリック・ヘミングウェイ           | TE         | サウスカロライナ州立大学               |
| 178      | カンザスシティ・チーフス           | D・J・ホワイト                       | CB         | ジョージア工科大学                     |
| 179      | サンディエゴ・チャージャーズ       | ドリュー・ケイザー                   | P          | テキサスA&M大学                        |
| 180      | ミネソタ・バイキングス             | モリツ・ボーリンガー                 | WR         | ジャーマン・フットボール・リーグの選手 |
| 181      | ジャクソンビル・ジャガーズ         | タイロン・ホームズ                   | DE         | モンタナ大学                           |
| 182      | ボルチモア・レイブンズ             | キーナン・レイノルズ                 | WR         | 海軍兵学校                             |
| 183      | タンパベイ・バッカニアーズ         | デバンテ・ボンド                     | LB         | オクラホマ大学                         |
| 184      | ニューヨーク・ジャイアンツ         | ジェレル・アダムス                   | TE         | サウスカロライナ大学                   |
| 185      | シカゴ・ベアーズ                   | ディアンドレ・ヒューストン＝カーソン | CB         | ウィリアム・アンド・メアリー大学       |
| 186      | マイアミ・ドルフィンズ             | ジャキーム・グラント                 | WR         | テキサス工科大学                       |
| 187      | ワシントン・レッドスキンズ         | ネイト・サドフェルド                 | QB         | インディアナ大学                       |
| 188      | ミネソタ・バイキングス             | デビッド・モーガン2世                | TE         | テキサス大学サンアントニオ校           |
| 189      | ダラス・カウボーイズ               | アンソニー・ブラウン                 | CB         | パデュー大学                           |
| 190      | ロサンゼルス・ラムズ               | ジョシュ・フォレスト                 | LB         | ケンタッキー大学                       |
| 191      | デトロイト・ライオンズ             | ジェイク・ラドック                   | QB         | ミシガン大学                           |
| 192      | バッファロー・ビルズ               | コルビー・リッスンビー               | WR         | テキサスクリスチャン大学               |
| 193      | テネシー・タイタンズ               | セバスティアン・トレトラ             | OG         | アーカンソー大学                       |
| 194      | オークランド・レイダース           | コーリー・ジェームズ                 | LB         | コロラド州立大学                       |
| 195      | アトランタ・ファルコンズ           | ウェズ・シュワイツァー               | PG         | サンノゼ州立大学                       |
| 196      | フィラデルフィア・イーグルス       | ブレイク・カウンテス                 | CB         | オーバーン大学                         |
| 197      | タンパベイ・バッカニアーズ         | ダン・バイタル                       | FB         | ノースウェスタン大学                   |
| 198      | サンディエゴ・チャージャーズ       | デレック・ワット                     | FB         | ウィスコンシン大学                     |
| 199      | シンシナティ・ベンガルズ           | コーディ・コア                       | WR         | ミシシッピ大学                         |
| 200      | グリーンベイ・パッカーズ           | カイル・マーフィー                   | OT         | スタンフォード大学                     |
| 201      | ジャクソンビル・ジャガーズ         | ブランドン・アレン                   | QB         | アーカンソー大学                       |
| 202      | デトロイト・ライオンズ             | アンソニー・ゼッテル                 | DE         | ペンシルベニア州立大学                 |
| 203      | カンザスシティ・チーフス           | ダディ・ニコラス                     | LB         | バージニア工科大学                     |
| 204      | マイアミ・ドルフィンズ             | ジョーダン・ルーカス                 | S          | ペンシルベニア州立大学                 |
| 205      | アリゾナ・カージナルス             | ハーラン・ミラー                     | CB         | サウスイースタンルイジアナ大学         |
| 206      | ロサンゼルス・ラムズ               | マイク・トーマス                     | WR         | サザンミシシッピ大学                   |
| 207      | サンフランシスコ・49ers            | ジェフ・ドリスケル                   | QB         | ルイジアナ工科大学                     |
| 208*     | ニューイングランド・ペイトリオッツ | カム・グルギア＝ヒル                 | LB         | 東イリノイ大学                         |
| 209*     | ボルチモア・レイブンズ             | モーリス・キャナデイ                 | CB         | バージニア大学                         |
| 210*     | デトロイト・ライオンズ             | ジミー・ランデス                     | LS         | ベイラー大学                           |
| 211*     | サンフランシスコ・49ers            | ケルビン・テイラー                   | RB         | フロリダ大学                           |
| 212*     | ダラス・カウボーイズ               | ケイボン・フレイジャー               | S          | セントラルミシガン大学                 |
| 213*     | サンフランシスコ・49ers            | アーロン・バーブリッジ               | WR         | ミシガン州立大学                       |
| 214*     | ニューイングランド・ペイトリオッツ | エランドン・ロバーツ                 | LB         | ヒューストン大学                       |
| 215*     | シアトル・シーホークス             | ジョーイ・ハント                     | C          | テキサスクリスチャン大学               |
| 216*     | ダラス・カウボーイズ               | ダリアス・ジャクソン                 | RB         | 東ミシガン大学                         |
| 217*     | ダラス・カウボーイズ               | リコ・ギャザース                     | TE         | ベイラー大学                           |
| 218*     | バッファロー・ビルズ               | ケボン・シーモア                     | CB         | USC                                    |
| 219*     | デンバー・ブロンコス               | ウィル・パークス                     | S          | アリゾナ大学                           |
| 220*     | ピッツバーグ・スティーラーズ       | トラビス・フィーニー                 | LB         | ワシントン大学                         |
| 221*     | ニューイングランド・ペイトリオッツ | テッド・カラス                       | OG         | イリノイ大学                           |

### 7巡指名選手
| 指名順位 | チーム                             | 選手名                           | ポジション | 出身大学                   |
| 222      | テネシー・タイタンズ               | アーロン・ウォレス               | LB         | UCLA                       |
| 223      | マイアミ・ドルフィンズ             | ブランドン・ダグティー           | QB         | 西ケンタッキー大学         |
| 224      | サンディエゴ・チャージャーズ       | ドナボン・クラーク               | OG         | ミシガン州立大学           |
| 225      | ニューイングランド・ペイトリオッツ | デビン・ルシエン                 | WR         | アリゾナ州立大学           |
| 226      | ジャクソンビル・ジャガーズ         | ジョナサン・ウッダード           | DE         | アーカンソー中央大学       |
| 227      | ミネソタ・バイキングス             | スティーブン・ウェザーリー       | LB         | ヴァンダービルト大学       |
| 228      | デンバー・ブロンコス               | ライリー・ディクソン             | P          | シラキュース大学           |
| 229      | ピッツバーグ・スティーラーズ       | デマーカス・エイアース           | WR         | ヒューストン大学           |
| 230      | シカゴ・ベアーズ                   | ダニエル・ブラバーマン           | WR         | 西ミシガン大学             |
| 231      | マイアミ・ドルフィンズ             | トーマス・デュアート             | TE         | UCLA                       |
| 232      | ワシントン・レッドスキンズ         | スティーブン・ダニエルズ         | LB         | ボストンカレッジ           |
| 233      | フィラデルフィア・イーグルス       | ジェイレン・ミルズ               | S          | LSU                        |
| 234      | オークランド・レイダース           | バダル・アレクサンダー           | OG         | LSU                        |
| 235      | ニューヨーク・ジェッツ             | ラクラン・エドワーズ             | P          | サム・ヒューストン州立大学 |
| 236      | デトロイト・ライオンズ             | ドウェイン・ワシントン           | RB         | ワシントン大学             |
| 237      | ニューオーリンズ・セインツ         | ダニエル・ラスコ                 | RB         | カリフォルニア大学         |
| 238      | アトランタ・ファルコンズ           | デビン・フラー                   | WR         | UCLA                       |
| 239      | インディアナポリス・コルツ         | トレバー・ベイツ                 | LB         | メイン大学                 |
| 240      | フィラデルフィア・イーグルス       | アレックス・マカリスター         | DE         | フロリダ大学               |
| 241      | ニューヨーク・ジェッツ             | シャロン・ピーク                 | WR         | クレムソン大学             |
| 242      | ワシントン・レッドスキンズ         | キース・マーシャル               | RB         | ジョージア大学             |
| 243      | シアトル・シーホークス             | ケニー・ローラー                 | WR         | カリフォルニア大学         |
| 244      | ミネソタ・バイキングス             | ジェイロン・カース               | S          | クレムソン大学             |
| 245      | シンシナティ・ベンガルズ           | クレイトン・フェジェデレム       | S          | イリノイ大学               |
| 246      | ピッツバーグ・スティーラーズ       | タイラー・マタケビッチ           | LB         | テンプル大学               |
| 247      | シアトル・シーホークス             | ザック・ブルックス               | RB         | クレムソン大学             |
| 248      | インディアナポリス・コルツ         | オースティン・ブライス           | C          | アイオワ大学               |
| 249      | サンフランシスコ・49ers            | プリンス・チャールズ・イウォラー | CB         | 西ケンタッキー大学         |
| 250      | クリーブランド・ブラウンズ         | スクービー・ライト               | LB         | アリゾナ大学               |
| 251      | フィラデルフィア・イーグルス       | ジョー・ウォーカー               | ILB        | オレゴン大学               |
| 252      | カロライナ・パンサーズ             | ビュー・サンドランド             | TE         | モンタナ州立大学           |
| 253      | テネシー・タイタンズ               | カラン・リード                   | CB         | サザンミシシッピ大学       |

### ドラフト外入団の主な選手
| チーム                             | 選手名                 | ポジション | 出身大学                         |
| アトランタ・ファルコンズ           | ブライアン・プール     | CB         | フロリダ大学                     |
| ボルチモア・レイブンズ             | ウィル・ルッツ         | K          | ジョージア州立大学               |
| シンシナティ・ベンガルズ           | アレックス・エリクソン | WR         | ウィスコンシン大学               |
| デンバー・ブロンコス               | カリフ・レイモンド     | wr         | ホーリークロス大学               |
| ヒューストン・テキサンズ           | カイミ・フェアバーン   | K          | UCLA                             |
| インディアナポリス・コルツ         | チェスター・ロジャース | WR         | グランプリング州立大学           |
| ロサンゼルス・ラムズ               | モーガン・フォックス   | DE         | コロラド州立大学プエブロ校       |
| ロサンゼルス・ラムズ               | コーリー・リトルトン   | LB         | ワシントン大学                   |
| ミネソタ・バイキングス             | C・J・ハム             | RB         | アウグスタナ大学                 |
| ニューイングランド・ペイトリオッツ | ジョナサン・ジョーンズ | CB         | オーバーン大学                   |
| ニューオーリンズ・セインツ         | ケン・クローリー       | CB         | コロラド大学                     |
| ニューヨーク・ジャイアンツ         | アンドリュー・アダムス | S          | コネチカット大学                 |
| ニューヨーク・ジェッツ             | ロビー・アンダーソン   | WR         | テンプル大学                     |
| オークランド・レイダース           | ジェイレン・リチャード | RB         | サザンミシシッピ大学             |
| シアトル・シーホークス             | トレバー・ボイキン     | QB         | TCU                              |
| タンパベイ・バッカニアーズ         | ルーク・ローズ         | LS         | ウィリアム・アンド・メアリー大学 |
| テネシー・タイタンズ               | アルドリック・ローザス | K          | 南オレゴン大学                   |
| ワシントン・レッドスキンズ         | ロバート・ケリー       | RB         | テューレーン大学                 |